# 소프트 액션
소프트 액션은 대한민국의 게임 회사이며, 사장은 남상규이다. 폭스 레인저 시리즈와 랑그릿사 시리즈의 컨버팅 등으로 잘 알려져 있다. SM 엔터테인먼트가 1994년부터 이 회사에 지분을 투자했다.

## 개발한 게임

### PC
- 폭스 레인저 (Fox Ranger) (1992년 5월 발매)[1]
- 박스 레인저 (1992년)
- 폭스 레인저 2 (1993년)
- 어디스 (1994년)
- 메카탐정 반슬러그: X-미션 (1995년)
- 박스 레인저 리턴즈 (1996년, 발매 불발)
- 어디스2: 유니버설 포스 (1997)
- 폭스레인저3: 마지막 계시 (1996)
- 클럽래퍼 (1999)

### 모바일
- 드래곤 에그(Dragon Egg)
- 3D 필드 골프
- 후 더 카오스 큐브 (HOO - The Chaos Cube)
- 스페이스 레이 (Space Ray)
- 위닝 랩 (Winning Lab)
- 엑스노보드 (Xnowboard)

## 배급한 게임

### PC 게임
- 랑그릿사 시리즈
  - 랑그릿사 (1998년)
  - 랑그릿사 2 (1998년)
  - 랑그릿사 3: 전설의 시작 (1999년)
  - 랑그릿사 밀레니움 (2000년)
- 디어 도그, 디어 캣, 디어 도그 2 (1998년)

스크린세이버와 바탕화면에 돌아다니는 방식으로 PC에 탑재되어 실시간으로 동작하였고, 디스켓을 통해 자손을 만드는 것도 가능했다. 실제 개나 고양이의 수명을 고려해 수십 년이 흐르면 죽어 무덤을 남기고 자손이 게임을 이어가는 형태를 가지고 있었다. KBS가 유통을 맡았다.
- Over the Destiny (운명을 넘어서)

액션RPG게임 남여주인공을 선택해 스토리를 진행하며 운명의 검의 주인을 찾아 세계를 구한다는 설정의 게임이었다.
- 그대와 함께라면

두근두근 메모리얼처럼 연예시뮬레이션. 당시 '가이낙스'에서 독립한 GONJO STUDIO와 손잡은 도시바EMI에서 제작한 PlayStation(원제:영원히 함께)버전을 PC로 오버이식한 작품이다. 원화 필름을 일본에서 입수해 PS의 저화질 도트를 다시 스켄하여 해상도를 올렸다.

### 모바일 게임
일본의 게임 회사 프롬소프트웨어와 제휴.
- 킹스필드 모바일 2 (King's Field Mobile 2) (2004년)
- 아머드코어 모바일 2 (2004년)